# Acrobate d'Osuna
L 'acrobate d'Osuna, qui date de la fin du IIe siècle av. J.-C., est une sculpture d'époque ibérique, vestige de l'antique cité ibérique d'Urso, située près de Séville.

## Histoire et localisation

### Histoire
L'oeuvre, qui appartenait à un monument ibérique de l'âge du fer, a été retrouvée dans la ville d'Osuna, sur le site de la ville antique d'Urso.

### Localisation actuelle
La sculpture est désormais au musée archéologique national de Madrid, au milieu d'autres œuvres d'art ibérique.

## Description et caractéristique

### Description
Ce haut-relief représente un homme dans une pose acrobatique qui pourrait représenter un rôle dans un jeu ou s'inscrire dans un rite funéraire. Ses jambes sont fléchies, ses pieds touchent sa tête, ses bras, qui lui servaient de support, sont presque totalement absents, et l'on peut voir qu'il portait comme vêtement une jupe courte et plissée - d'une grande influence romaine - et aux pieds une paire de chaussures attachées près de la cheville au moyen de rubans

### Caractéristiques
- Matériau : Pierre calcaire.
- Dimensions : 78 cm de haut, 38 cm de large et 25 cm de profondeur.
- Appartenance ancienne au monument d'Osuna B